# Le Castella (Cisterna di Latina)
Con il nome di Le Castella si definiva un territorio ora nel comune di Cisterna di Latina, posto al confine con quello di Velletri.

## Storia
Noto già a partire dal XIII secolo, in esso erano situati a loro volta i tenimenti di Castrum Vetus, Castrum Novum e il Castrum di proprietà del monastero di Sant'Andrea in Silice noto con certezza fin dall'VIII secolo quando nel Liber Pontificalis si dà notizia del restauro della basilica di Sant'Andrea in via Appia in Silicae ad opera di papa Adriano I, e nel X secolo quando ne è testimoniato il coinvolgimento delle nobili famiglie romane dei Crescenzi e dei De Melioso, ma che la tradizione ne fa risalire la fondazione nel secolo IV.
Tale territorio assunse notevole importanza nell'alto medioevo quando tornò ad essere luogo di transito verso il meridione a seguito del reimpaludamento della pianura pontina e l'impraticabilità della via Appia, che comportò anche l'abbandono della località di Tres Tabernae.
Con l'accorpamento del monastero di Sant'Andrea in Silice al capitolo lateranense nel XIII secolo, l'intero territorio fu noto anche con il nome di Castella di San Janni.  Nello stesso periodo il territorio del monastero fu concesso in enfiteusi ai Frangipane già signori della confinante Cisterna.
Sul finire del XVIII secolo l'intero tenimento che continuava ad appartenere al Capitolo Lateranense, aveva una superficie di 954 rubbi pari a circa 1717 ettari e confinava con i territori di Velletri e Cisterna e con le tenute di Campomorto, Conca, Torrecchia  e Torrecchiola.